# Androctonus afghanus
Espèce
Androctonus afghanus est une espèce de scorpions de la famille des Buthidae.

## Distribution
Cette espèce est endémique d'Afghanistan.

## Étymologie
Son nom d'espèce lui a été donné en référence au lieu de sa découverte, l'Afghanistan.

## Publication originale
- Lourenço & Qi, 2006 : « A new species of Androctonus Ehrenberg, 1828 from Afghanistan (Scorpiones, Buthidae). » Zoology in the Middle East, vol. 38, p. 93-97.